# Hösvans

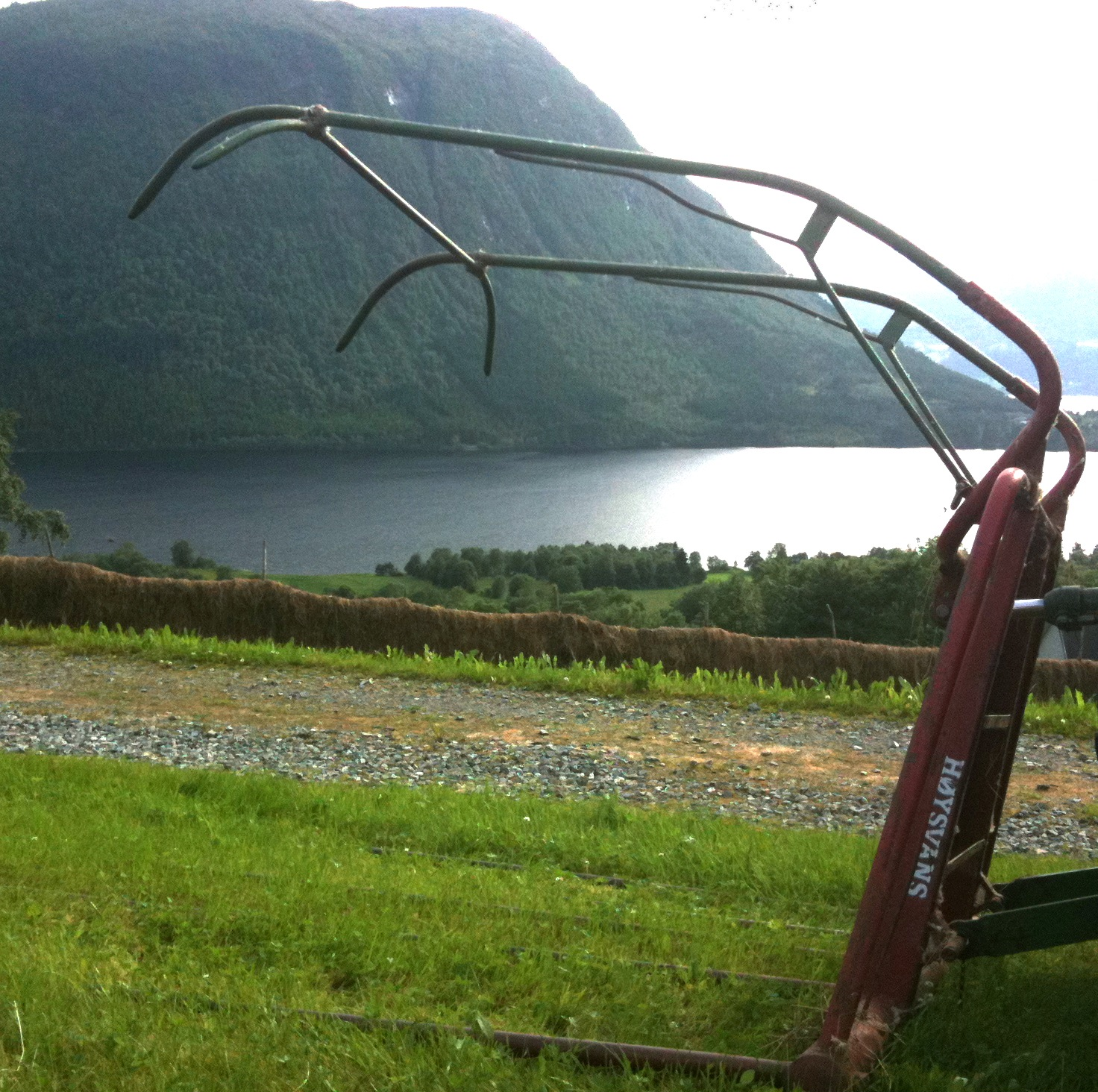
Hösvans

En hösvans är ett lantbruksredskap. Det används vid höskörd, för att transportera hö från åkern till ladan.
Den burna hösvansen utvecklades för montering baktill på traktorn. Den fästs vid traktorn genom trepunktskopplingen med de två fästena nedtill och det höga fästet uppe i mitten.
Hösvansen består av en bred grep med långa parallella tänder. Med hösvansen i nedsänkt läge backar traktorn mot en höstack, hässja eller ryttarehässja, alternativt samlar upp löst hö. Hösvansen har i regel även en "övre grep", som griper neråt när traktorn lyfter hösvansen med sitt hö. Då griper hösvansen om det lösa höet (alternativt den pålastade ryttarehässjan) och håller det fast under transporten från åker till lada.
Norska Kverneland är/var känt för sin produktion av hösvansar. Företaget tillverkade hösvansar åren 1955–85.

## Källhänvisningar
1. 1 2  arbete. Sockenbilder.se. Läst 23 januari 2015.
2. ↑  Modellförklaring", s. 32. Arkiverad 23 januari 2015 hämtat från the Wayback Machine. Kvdk.dk. Läst 23 januari 2015.